# Emilio Prados
Emilio Prados, född 4 mars 1899 i Málaga, död 24 april 1962 i Mexiko, var en spansk poet tillhörande Generation 27.
Tillsammans med Manuel Altolaguirre startade han 1924 Litoral som blev en av sin tids viktigaste och mest inflytelserika litterära tidskrifter i Spanien. Prados egen poesi var influerad av surrealism som under 1930-talet kombinerades med ett starkt politiskt och socialt uttryck. Under spanska inbördeskriget tvingades han i landsflykt i Mexiko där han levde till sin död. Hans poesi i exil blev mer komplex och filosofisk med teman som ensamhet, solidaritet och kärlek.
Ett urval av Emilio Prados dikter har tolkats till svenska av Anders Cullhed i boken Generation 27! (1996).